# Herbert Dingle
Herbert Dingle (Londra, 2 agosto 1890 – Kingston upon Hull, 4 settembre 1978) è stato un fisico e filosofo inglese.
Studioso di filosofia naturale, fu presidente della Royal Astronomical Society dal 1951 al 1953, più conosciuto per la sua opposizione alla teoria della relatività ristretta di Albert Einstein.

## Biografia
Dingle nacque a Londra, ma trascorse l'infanzia a Plymouth, dove fu portato dopo la morte del padre e dove frequentò la Scuola delle Scienze e delle Arti. Per mancanza di denaro dovette abbandonare gli studi a 14 anni e iniziò a lavorare come impiegato, un lavoro che svolse per undici anni. A 25 anni vinse una borsa di studio presso l'Imperial College di Londra, dove si laureò nel 1918. Lo stesso anno Dingle sposò Alice Westacott, la quale più tardi gli diede un figlio. Poiché era quacchero, Dingle fu esentato dal servizio militare durante la prima guerra mondiale. Divenne un assistente di laboratorio al Dipartimento di Fisica e si dedicò agli studi della spettroscopia (seguendo il suo mentore Alfred Fowler), e specialmente le sue applicazioni nell'astronomia. Fu eletto Fellow della Royal Astronomical Society nel 1922.
Dingle fu membro delle spedizioni britanniche del 1927 a Colwyn Bay e del 1932 a Montréal per l'osservazione di eclissi, ma entrambe fallirono a causa del cielo coperto, che impediva ogni osservazione. Passò buona parte del 1932 al California Institute of Technology come studente finanziato dalla Fondazione Rockefeller. Qui conobbe il cosmologo teorico Richard Chace Tolman, e studiò cosmologia relativistica.
Dingle divenne professore di filosofia naturale all'Imperial College nel 1938, e insegnò Storia e Filosofia della Scienza all'University College di Londra dal 1946 fino alle sue dimissioni nel 1955. Fu uno dei fondatori della British Society for the History of Science e ne divenne Presidente dal 1955 al 1957. Fondò quella che successivamente divenne la British Society for the Philosophy of Science e il suo giornale, The British Journal for The Philosophy of Science.

## Opere
Dingle fu autore di Modern Astrophysics (1924) e di Practical Applications of Spectrum Analysis (1950). Egli scrisse anche il saggio Relativity for All (1922) e la monografia The Special Theory of Relativity (1940). Una collezione delle letture di Dingle sulla Storia e la Filosofia della Scienza fu pubblicata nel 1954. Si interessò anche di letteratura inglese, e pubblicò Science and Literary Criticism nel 1949, e The Mind of Emily Brontë nel 1974.

## Controversie
Dingle partecipò a due dispute pubbliche estremamente polemiche. La prima ebbe luogo durante gli anni 1930, provocata dalle critiche di Dingle al modello cosmologico di Edward Arthur Milne e della collegata metodologia teorica, che Dingle considerava eccessivamente speculativo e non basato su dati empirici. Arthur Eddington fu un altro obiettivo della critica di Dingle, e il dibattito che ne seguì coinvolse quasi ogni prominente astrofisico e cosmologo in Inghilterra. Dingle apostrofò i propri avversari come "traditori" del metodo scientifico, e li chiamò "moderni aristotelici", poiché credeva che le loro teorie si basassero sul razionalismo piuttosto che sull'empirismo.
Qualche altro scienziato, specialmente Willem de Sitter, sebbene non approvasse la retorica più estrema di Dingle, tuttavia concordò con Dingle che i modelli cosmologici di Milne, Eddington, e altri erano troppo speculativi. Comunque, la maggior parte degli astronomi moderni successivamente accettò la validità del metodo ipotetico-deduttivo di Milne.
La seconda disputa nacque nei tardi anni 1950 - dopo il pensionamento di Dingle - e fu centrata sulla teoria della relatività ristretta. 
Inizialmente Dingle sostenne che, contrariamente alla solita interpretazione del paradosso dei gemelli, in cui un gemello viaggia nello spazio ad alta velocità e ritorna sulla Terra, mentre l'altro rimane sul pianeta, la relatività speciale non predicesse un invecchiamento differente per i due gemelli; in seguito però comprese e riconobbe che la sua interpretazione era errata. Cominciò quindi a sostenere che la relatività speciale fosse sbagliata nelle sue previsioni, benché le prove sperimentali avessero mostrato che egli si sbagliava su questo. Infine Dingle diresse di nuovo le sue critiche sull'incoerenza logica della relatività speciale: "La teoria [della relatività speciale] richiede inevitabilmente che A lavori più lentamente di B e B lavori più lentamente di A, cosa che non richiede una super-intelligenza per comprenderne l'impossibilità" ("The theory [special relativity] unavoidably requires that A works more slowly than B and B more slowly than A --which it requires no super-intelligence to see is impossible."". Per questo affermò che la ben nota reciprocità delle trasformazioni di Lorentz è di per sé impossibile. Come Whitrow spiegò nel necrologio di Dingle, questo non è corretto.
Dingle continuò una controversa campagna pubblica per far accettare le sue tesi dalla comunità scientifica, principalmente tramite lettere inviate a vari periodici scientifici, tra cui Nature. Dozzine di scienziati risposero alle dichiarazioni di Dingle, spiegando perché la reciprocità delle trasformazioni di Lorentz non implica alcuna incoerenza logica, ma Dingle respinse tutte le spiegazioni. Questa disputa culminò nel suo libro del 1972 Science at the Crossroads, in cui Dingle affermò che "una dimostrazione che la teoria della relatività speciale di Einstein è falsa è stata avanzata, e ignorata, elusa, soppressa e, infatti, trattata in tutti i modi tranne che avere una risposta, dall'intero mondo scientifico". Inoltre, avvisò che "poiché questa teoria è alla base in pratica di tutti gli esperimenti in fisica, le conseguenze, se fosse falsa, dati quelli che sono i moderni esperimenti di fisica atomica, potrebbero essere di incommensurabile gravità."
L'opinione generale della comunità dei fisici è che le obiezioni di Dingle alla coerenza logica della relatività speciale fossero completamente infondate.